# Furuta Oribe

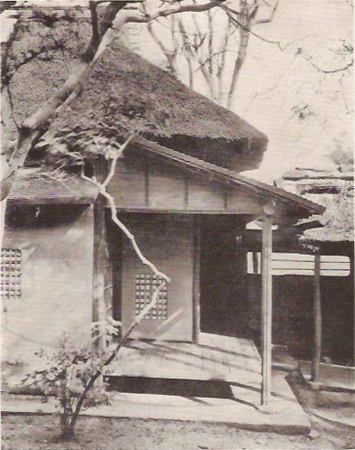
Sarumen Chaseki, pawilon herbaciany zbudowany przez Oribe na terenie Zamku Nagoya, który spłonął w wyniku amerykańskiego nalotu w 1945. Obecnie na terenie zamku znajduje się jego rekonstrukcja

Furuta Oribe (jap. 古田 織部 Oribe Furuta) (ur. 1544 w prowincji Mino – zm. 6 lipca 1615 w Osace) – japoński daimyō i najbardziej wpływowy mistrz ceremonii picia herbaty na przełomie XVI i XVII wieku.

## Życiorys
Miał się urodzić w rodzie Kuwahara, zaś później zostać adoptowanym przez Yoshidę Shigesada (zm. 1598). Stał się znany jako Oribe po mianowaniu na stanowisko wojskowego urzędnika prowincji Mino, Oribe no Kami,  w 1585. Chociaż zgodnie z pewnym źródłem ojciec Oribe miał być dōbōshū Hideyoshi Toyotomi, to z różnych względów wydaje się to niewiarygodne, zaś sam Oribe był bez wątpienia samurajem. Po raz pierwszy pojawia się w źródłach w 1576 jako dowódca w służbie Ody Nobunagi. Dwa lata później, działając jako wysłannik swojego pana, Oribe przekonał Nakagawę Kiyohide do porzucenia Araki Murashige i przejścia na stronę Ody. Oribe miał wówczas poślubić córkę Kiyohide i otrzymać pokaźną domenę w prowincji Settsu, gdzie panował jego teść. To wtedy po raz pierwszy Oribe miał poważnie zainteresować się ceremonią picia herbaty.
Gdy w 1582 Oda zginął, Oribe wraz z Kiyohide przyłączył się do Hideyoshiego i walczył po jego stronie w bitwie pod Yamazaki przeciwko Mitsuhide Akechi. Po zwycięstwie nad Akechi Oribe znalazł się wśród zaufanych ludzi Hideyoshiego i to wtedy musiał poznać Sen no Rikyū, który jeszcze w tym samym roku wspomina go w swoim liście jako towarzysza ceremonii herbacianych. O wysokiej pozycji Oribe w ramach reżimu Hideyoshiego świadczy fakt, że był on jedną z niemal trzydziestu osób, najważniejszych dowódców Hideyoshiego i najsłynniejszych ludzi herbaty z Sakaishi, zaproszonych na ceremonię picia herbaty sprawowaną na Zamku Ōsaka w 1584. W 1585 Oribe otrzymał od Hideyoshiego wspomniany już urząd Oribe no Kami oraz został daimyō zamku Nishigaoka w prowincji Yamashiro, położonego nieopodal Kioto, z rocznymi dochodami w wysokości 35 tys. koku ryżu. W tym samym roku po raz pierwszy poprowadził odnotowaną w źródłach ceremonię picia herbaty.
W 1588 towarzyszył Hideyoshiemu w jego kampanii przeciwko Hōjō, by następnie wziąć udział w Oblężeniu Odawary, które zakończyło proces podboju Japonii przez Hideyoshiego. Oribe był już wówczas jednym z najbliższych uczniów Sen no Rikyū, wymieniał się z nim wierszami i razem brali udział w ceremoniach herbacianych. W 1591 Hideyoshi zmusił Sen no Rikyū do popełnienia samobójstwa, po czym wybrał Oribe na jego miejsce jako swojego nowego mistrza herbaty. Po śmierci Hideyoshiego Oribe zbliżył się do Ieyasu Tokugawy i został z kolei jego mistrzem herbaty, później zaś uczył ceremonii picia herbaty syna Ieyasu, sioguna Hidetadę. W tym czasie Oribe cieszył się niezachwianym prestiżem i jego styl prowadzenia ceremonii picia herbaty był ceniony ponad wszystkie inne. Został on udokumentowany w Keichō Otazune no Sho, zapiskach konwersacji pomiędzy Oribe, a jego najsłynniejszym uczniem, Enshū Kobori. Pomimo łask, jakich doznał od Tokugawów, z nieznanych powodów Oribe w trakcie oblężenia Osaki utrzymywał sekretne kontakty z Toyotomim i po jego zakończeniu nakazano mu popełnić samobójstwo. Jego rodzina została wytępiona.

## Oribe jako mistrz ceremonii picia herbaty
Późniejsza tradycja wśród wielu uczniów Sen no Rikyū wyróżnia tzw. „siedmiu mędrców” (schichi–tetsu), do których zalicza również Oribe. Był on przy tym jednym z dwóch spośród nich, obok Hosokawa Sansai, który ryzykując gniew Hideyoshiego 13 lutego 1591 przybył pożegnać Rikyū, kiedy ten został odesłany do aresztu domowego w Sakai. Według Rekko Kanwa Ikiedy Mitsumasy (zm. 1682) Sansai miał kiedyś spytać się Rikyū, kto będzie jego następcą. Rikyū zauważył wtedy, że jego syn Sen no Dōan pięknie sprawuje ceremonię, ale jego pochodzenie jest niskie. Nie będzie on zatem mistrzem herbaty cesarstwa. Czy więc następcą najprawdopodobniej nie będzie Oribe?. Jeśli nawet ten dialog w rzeczywistości nie odbył się, to odzwierciedla on świadomość nowej społecznej rzeczywistości. Jak zauważa Kumakura Isao: „W erze gekokujō [„niżsi obalają wyższych”] było możliwe by mieszczanin jak Rikyū został wiodącym mistrzem chanoyu w cesarstwie. Ale w scentralizowanym feudalnym reżimie opartym na sztywnym systemie klas społecznych było istotne by mistrz był członkiem klasy samurajów. [...] Sen no Dōan posiadał kwalifikacje właściwe dla mistrza; ale z punktu widzenia społecznego statusu daimyō jak Furuta Oribe był stosowniejszym wyborem”.
Pod wieloma względami Oribe pozostał wiernym uczniem Rikyū, zaś w jego herbacie można odnaleźć liczne zapożyczone od niego elementy estetyki wabi. Przejawiało się to zwłaszcza w predylekcji Oribe do współczesnej japońskiej ceramiki i odrzuceniu karamono (dosł. „chińskich rzeczy”), tj. kosztownych chińskich antyków. Oribe przejawiał jednak w tej kwestii charakterystyczną ekstrawagancję, celowo poszukując naczyń, które były źle wypalone, zdeformowane lub uszkodzone. Preferował zatem naczynia o asymetrycznych kształtach, takie jak czarki do picia herbaty przypominające japońskie chodaki (zobacz ilustracja), pokryte kolorowymi dekoracjami, przy czym „jest czymś ewidentnym, że mistrzowie herbaty zaakceptowali czarki dekorowane wzorami lub obrazowymi motywami jako utensylia chanoyu dopiero w czasach Furuty Oribe”. Była to być może najważniejsza innowacja w dziedzinie ceramiki kojarzona z Oribe. Jego estetyka, preferująca to co zdeformowane i niedoskonałe, prowadziła go do używania dzbana na wodę z dużymi pęknięciami, które tworzyły niezwykle interesujące kształty, ale jednocześnie powodowały, iż naczynie przeciekało, co podważało jego praktyczną użyteczność. 
Tak samo jak Rikyū, Oribe podważał zatem konwencjonalną estetykę i przeciwstawiał się praktyce używania w ceremonii picia herbaty „słynnych” (meibutsu, dosł. „rzeczy, które mają imię”) przedmiotów, o znanym pochodzeniu, uważając się tym samym za strażnika tradycji wabi. O ile jednak w przypadku Rikyū prowadziło to do podawania herbaty przy użyciu zwykłych naczyń o prostych kształtach i neutralnych lub stonowanych odcieniach, to Oribe zapoczątkował modę na używanie utensyliów wykonanych specjalnie na potrzeby ceremonii herbacianej, artystycznie ukształtowanych, o żywych kolorach i wymyślnej dekoracji. Ten nowy rodzaj naczyń stał się znany jako „ceramika Oribe” (oribe-yaki) i chociaż nie jest wcale pewne, do jakiego stopnia Oribe osobiście projektował naczynia lub nadzorował ich wzornictwo i wytwarzanie, to sam związek pomiędzy nimi a jego osobą pozostaje wystarczająco jasny. Chociaż najwcześniejsza zachowana wzmianka o „ceramice Oribe” pochodzi z 1670 roku, to trudno uznać, iż pojawienie się na przełomie XVI i XVII stulecia naczyń zgodnych z gustami najsłynniejszego ówcześnie mistrza herbaty nie było związane z zapoczątkowaną przez niego modą. Popyt na nowego rodzaju ceramikę spowodował, iż szybko pojawili się wytwórcy gotowi go zaspokoić, zaś ostatecznie przylgnęła do niej nazwa wywodząca się od imienia tego, kto stworzył jej estetyczny kanon. Poszerzając zakres utensyliów dopuszczalnych w ceremonii picia herbaty „Oribe zachęcał swoich patronów do konkurowania ze sobą w dziedzinie innowacyjnych sposobów podawania herbaty”.
W równie bezceremonialny sposób co z ceramiką Oribe postępował również z innymi utensyliami herbacianymi. Potrafił nie tylko rozbić doskonale uformowaną czarkę, by uzyskać pożądany przez siebie kształt, ale również pociąć pionowy zwój, który był zbyt duży by wisieć w tokonoma. To dlatego jako jeden z powodów dla których nakazano mu samobójstwo wymienia się fakt, iż był „profanatorem skarbów”. Wygląda na to, iż jako zwój wiszący w tokonoma Oribe ani razu nie użył chińskiego obrazu. Zawieszał tam natomiast trzynasto– i czternastowieczne kaligrafie chińskich mnichów zen żyjących w Japonii, takich jak Ichizan Ichinei (zm. 1317), Chūhō Minpon (zm. 1323) czy Seisetsu Seichō (zm. 1339). Jego podejście można podsumować stwierdzeniem, iż jeśli dane dzieło posiada związek z chińską tradycją zen, to nie musi być sławne by wisieć w tokonoma. Oribe był zatem kontynuatorem długiej tradycji związków pomiędzy ceremonią herbacianą i buddyzmem zen, zaś jako uczeń mistrza szkoły Rinzai Shun’oku Sōena w 1599 otrzymał od niego buddyjskie imię Kinpo. W 1601 powiesił w tokonoma list, który niegdyś otrzymał od Rikyū, co zapoczątkowało rozpowszechnioną później praktykę używania kaligrafii Rikyū podczas ceremonii herbacianej. W 1603 z kolei użył kaligrafii nadal żyjącego Shunoku Sōena, którą ten mu niegdyś podarował. W obu przypadkach doszło tu do charakterystycznego dla Oribe pogwałcenia przyjętych norm, które nakazywały zawieszenie mającego kilka stuleci słynnego chińskiego obrazu lub kaligrafii.
Pomimo podtrzymania wielu ideałów wabi charakterystycznych dla herbaty Rikyū, Oribe odszedł od jej egalitarnych zasad, wprowadzając pomiędzy swoimi gośćmi różnice ze względu na ich społeczny status. Tych o wyższym statusie sadzał bliżej tokonoma na matach tatami, zaś tych o niższym statusie dalej od tokonoma na gołej drewnianej podłodze. W ten sposób zrobił on miejsce dla przybocznych (shōbanseki) różnych wysokiej rangi gości, których przyjmował. Podczas gdy Rikyū podawał herbatę jedynie w małym pokoju (kozashiki) Oribe korzystał również z osobnego, „dołączonego pokoju” (kusarinoma), gdzie pozwalał na oddawanie się bardziej hedonistycznej odmianie chanoyu. Jego herbata zatem bardziej odpowiadała potrzebom rządzącej klasy samurajów i to ze względu na tego rodzaju innowacje uważa się go za pioniera tzw. herbaty daimyō (daimyōcha), którą później rozwinął jego uczeń Enshū Kobori i Katagiri Sekishū.
Jedne z największych zmian Oribe wprowadził w pawilonie do picia herbaty (chashitsu) i otaczającym go ogrodzie (roji). Podczas gdy Rikyū budował chashitsu z niewielką liczbą okien lub całkowicie ich pozbawione, to Oribe dodał nowe okna oraz świetliki, zaprojektowane tak, by otrzymać specjalne świetlne efekty w przestrzeni pawilonu. Najsłynniejsze są jego shikishi mado, okna zrobione z płacht przezroczystego papieru; były one kładzione jedno na drugie, ale tak że nie zachodziły całkowicie na siebie. Stawiał on również w oknach kwiaty, tak że płatki lśniły odbitym światłem. Drewno różnego koloru i tekstury zestawiał ze sobą tak, by podkreślić jego unikalne cechy. Podczas gdy chashitsu używane przez Rikyū miało jedynie około 2 m² (dwie maty tatami) to Oribe preferował większą przestrzeń i często łączył ceremonię herbacianą w pokoju trzy na trzy i jedną czwartą tatami z przyjęciem odbywającym się w przestrzennym pomieszczeniu w stylu shoin. W ogrodzie Oribe dodał kamienne latarnie swojego projektu (Oribe dōrō) aby oświetlić drogę i wykorzystać zarówno ukształtowane przez naturę kamienne stopnie, jak i te wyciosane przez człowieka, w ten sposób uzyskując ciekawe wejście do pawilonu herbacianego. Ten nacisk na efekty wizualne zachwycał jego patronów i stał się wzorem dla późniejszych naśladowców, takich jak Kobori Enshū, prowadząc do zmiany podejścia Japończyków do architektury związanej z ceremonią herbacianą i wprowadzając wyrafinowaną elegancję do prostej rustykalności promowanej przez Rikyū.
W późniejszej tradycji ceremonii herbacianej często krytykowano Oribe za opisane powyżej odstępstwa od reguł ustanowionych przez Rikyū. To Hosokawa Sansai był najwierniejszym uczniem Rikyū, ale właśnie ten brak oryginalności sprawił, że w przeciwieństwie do Oribe nie odniósł sukcesu. Rikyū uczył herbaty, która miała się zmieniać wraz z czasem, i z tego punktu widzenia wypominanie Oribe jego niewierności wobec mistrza jako wady samej w sobie wydaje się niezbyt uzasadnione. Według Kumakury Isao będąc mistrzem herbaty siogunów Tokugawa Oribe w sposób naturalny musiał bardziej orientować się na samurajów niż Rikyū. To co szczególne dla jego herbaty to nie ten fakt, ale to że pomimo tego pozostawała ona w zgodzie z duchem i estetyczną wrażliwością ówczesnego kabukimono (odmieńca, dziwaka, miejskiego hulaki, wykolejeńca, ignorującego porządek społeczny). Dekadencki styl życia kabukimono był modny na przełomie XVI i XVII stulecia, kiedy skończyła się wojna, a nie było jeszcze wiadomo co przyniesie pokój. Tworzący się nowy stabilny porządek społeczny nie mógł tolerować kogoś, kto podważał go zarówno na płaszczyźnie estetycznej, ciągle zaskakując swoich herbacianych gości, jak i politycznej, spiskując przeciwko Tokugawom, Oribe zatem musiała spotkać śmierć.